# Колеџвил (Пенсилванија)
Колеџвил (енгл. Collegeville) град је у америчкој савезној држави Пенсилванија.

## Демографија
По попису из 2010. године број становника је 5.089, што је 2.943 (-36,6%) становника мање него 2000. године.
| Група             | 2000.         | 2010.         |
| Белци             | 4.886 (60,8%) | 4.473 (87,9%) |
| Афроамериканци    | 2.505 (31,2%) | 206 (4,0%)    |
| Азијати           | 171 (2,1%)    | 195 (3,8%)    |
| Хиспаноамериканци | 412 (5,1%)    | 123 (2,4%)    |
| Укупно            | 8.032         | 5.089         |